# オーストラリア料理
オーストラリア料理（オーストラリアりょうり、英: Australian cuisine）は、オーストラリアで食べられている料理の総称。この項目ではオーストラリアの食文化および料理について述べる。

## 歴史

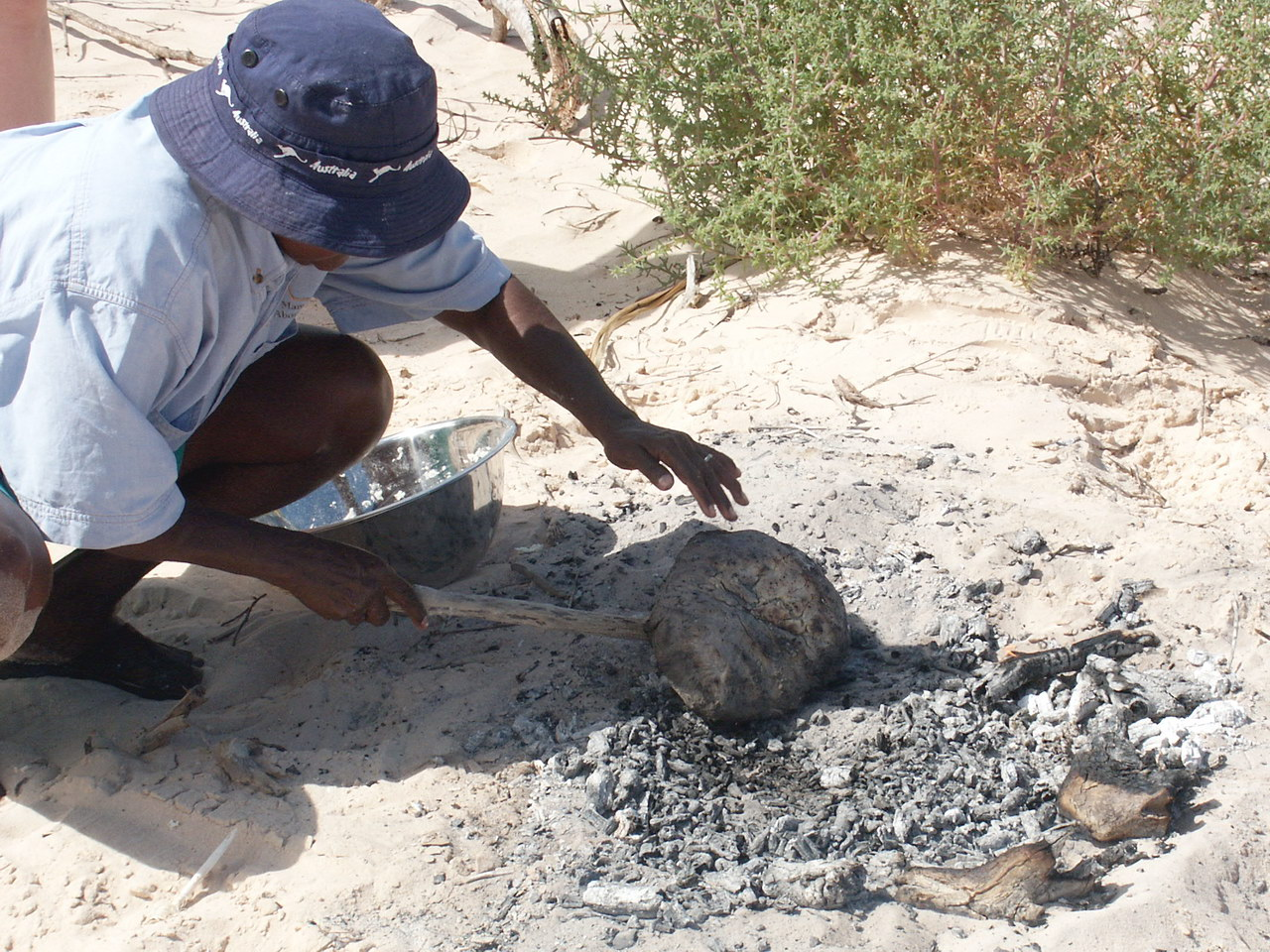
焼きあがったダンパー

オーストラリア大陸の先住民であるアボリジニは狩猟採集生活を営み、手に入れた食料は保存することなくその場で食べていた。彼らの調理法は火にかけて焼く、焚き火の灰に埋める程度で調味料はほとんど用いられておらず、土器や食器を持たなかったためにスープや煮物の類は存在していなかった。食事は基本的に個人で摂り、集団の食事も家族の範囲に限定され、人が多く集まる場でも共食の機会はほとんどなかった。アボリジニ社会、および食文化は外部からの影響をほとんど受けない状態が500年近く続いていたが、18世紀末のイギリスからの移住者の到来によって大きな変化を迎える。
オーストラリアにおいて支配的な食の様式は、1788年にイギリス人が入植された後に形成されたものである。オーストラリアに移住した白人はマカダミアナッツや淡水魚のバラマンディを除いて、アボリジニの食物をほとんど取り入れなかった。開拓の最初期にはカンガルーやエミューが食され、1859年にウサギが輸入されるとそれを主食とした。その後、ヒツジやウシが食肉の中心となる。トウモロコシは最初期の開拓者が食べていた穀類であったが、やがて小麦が食べられるようになり、イースト菌を添加せずふくらし粉だけを混ぜたダンパーと呼ばれるパンが作られる。初期のオーストラリアには煉瓦のかまどすら普及しておらず、焚き火で煮炊きをする状況は19世紀末に工場で生産された安価なストーブの普及によって変化する。19世紀半ばから屋外で使用されるキャンプ・オーブン以外にコロニアル・オーブン、国産のストーブ、ガスレンジといった調理器具が使われ始めた。19世紀末には家畜の飼育、穀物、野菜、果物の栽培が、それぞれの作物に適した地域で行われるようになっていた。
第二次世界大戦期までオーストラリアではイギリス風の調理法が主だったが、入植者の多くが都市住民で小作農出身者が少なく、乏しい食材を上手に調理するイギリスの小作農独自の食文化が定着しなかった。オーストラリアの食事はありあわせの食材を使って細工らしい細工を加えない、いわゆる「ピクニック料理」で手早く簡単に調理する点に特徴がある。こうした料理が主だった理由に、最初のオーストラリアの移住者が軍人と囚人で構成されていたためだという説がある。入植初期の主要な労働力だった囚人はラム酒を好み、一時はラム酒が通貨の代替機能を持っていた。イギリスの食文化以外に移民の大きな割合を占めていたアイルランド出身者の食文化もオーストラリアに流入し、パン、ジャガイモ、肉、乳製品で済ませる質実な初期のオーストラリアの食事はアイルランド的だと言われている。当時の料理の単調さは一週間を牛肉とメリケン粉だけでやりくりするほどだったと言われている。20世紀に入るまで、地方の労働者は「テン・テン・ツー・アンド・クォーター（10ポンドの小麦粉、10ポンドの肉、2ポンドの砂糖、4分の1ポンドの紅茶と塩）」と呼ばれる配給食と大差ない単調な食事を取っていた。

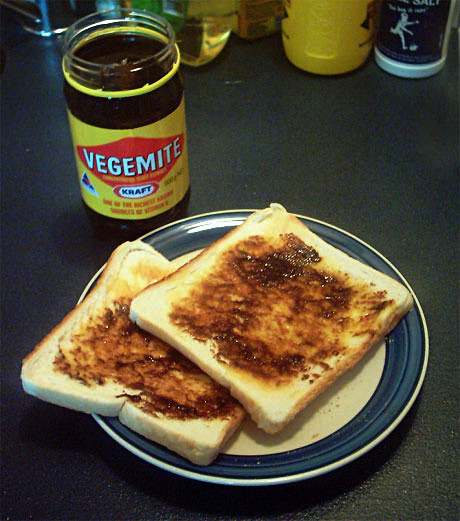
ベジマイトを塗ったパン

イギリスの中流・上流階級の食文化は、役人や初期の入植者の後にオーストラリアに移住した富裕層によって持ち込まれる。上流階級は移住前と同じ食生活を維持し、一方で中流階級は一度の食事で多量の料理を摂取していた。シドニーなどの都市部では19世紀半ばにフランス料理店、19世紀末にイタリア料理店が進出する。しかし、こうした高級レストランの多くは、1893年からの不況の中で消えていった。高級レストランの流行と同時期に4ペニー・レストランや1シリング・レストランといった庶民的なレストランも現れ、ミートパイやフィッシュ・アンド・チップスなどが一般に普及していった。工場で生産された食品も出回り、わずかながら料理書も発行されたが、オーストラリアの食文化に大規模な変化は起こらなかった。19世紀半ばに起きたゴールドラッシュを目当てに多くの中国人労働者がオーストラリアに移住するが、彼らの食文化はなかなかオーストラリアに受け入れられず、徐々に白人社会に浸透していった。1920年代には科学技術の進歩によって食生活の地域差、階級差が狭められ、アメリカ合衆国の外食産業や食品会社の影響が強くなった。この時期に考案されたパン用スプレッドのベジマイトは、もっともオーストラリアらしい食べ物の一つと見なされている。
第二次世界大戦後、南ヨーロッパ、東ヨーロッパ、中東、アジアから難民、移民が多く流入する。1960年代のカウンターカルチャーの正統・非正統の区別・差別を撤廃する潮流の中で、それらの地域のエスニック料理が旧来のオーストラリア人の間に浸透し、オーストラリアの食生活は多様化を迎える。1940年代後半から1960年代にかけて東・南ヨーロッパ、中東の移民が受け入れられ、オーストラリアの食の幅は広がりをみせ、洗練されていった。その例として、ポーランド系移民が普及させた本格的なソーセージとコーヒー、南ヨーロッパ系の移民が持ち込んだパスタとワイン、中東発祥のケバブやピタが挙げられる。1970年代からのアジア系移民の増加により、オーストラリアの食文化はヨーロッパ圏のコムギ・牧畜、パン・肉食の食文化を脱し、大きく変化する。伝統的なフィッシュ・アンド・チップスの店では、ギリシア料理のカラマリ（イカフライ）、春巻き、サモサなどのイギリス外の料理が提供され始めた。多文化主義を背景として、1990年代から各国の料理の要素を取り入れたモダン・オーストラリアンと呼ばれる料理が現れ始めた。

## 肉類

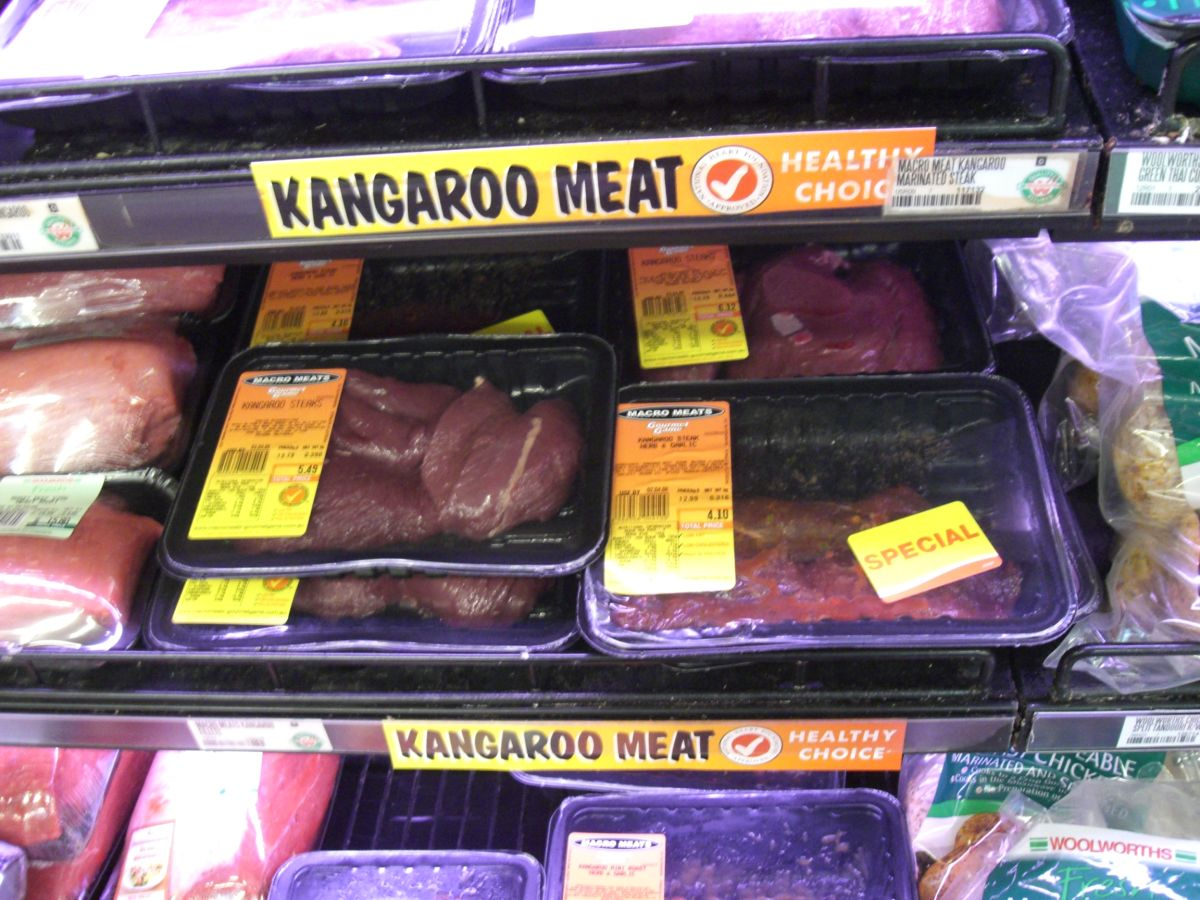
スーパーマーケットで販売されているカンガルー肉

1880年に最初のオーストラリアの冷凍船がロンドンにオーストラリア産の食肉を輸出した後、食肉の生産量が急激に増加し、価格も下落したため、以来オーストラリアは世界最大の肉の消費国となる。肉を多量に消費する食生活のため、肥満に悩むオーストラリア人は多い。オーストラリアの人間は一日に三食肉を食べているとも言われており、初期のオーストラリア人の一日の食事について、朝食にビーフステーキやマトンチョップ、昼食にコールドビーフ、そしてローストビーフやボイルドビーフ、マトンが夕食に出されていたと言われている。
オーストラリアで食される肉はウシとヒツジが主で、ブタ、ニワトリの消費量は少ない。食用にされる家畜はニワトリ、シチメンチョウ、ガチョウ、カモ、ハト、ウズラなどがある。開拓時代にはラム肉のローストがよく食べられ、外国人は一年中ラム・ローストばかり食べさせられたと嘆きの声を上げた。食肉への加工の際に出るもつはミートパイの具材になる分を除いて大部分がアジアに輸出されているが、1970年代までのオーストラリアではもつが食卓に上ることが多かった。もつが敬遠されるようになった背景の一つにアジア系の移民との違いを主張するオーストラリア人のエスノセントリズムが挙げられており、もつ料理はもっぱらエスニックレストランで供されるものとなっているが、もつ料理は新しい料理を求める人間から受け入れられ始めている。
カンガルー肉はオーストラリア各地で入手できるものの、現地で日常的に食べられている肉ではない。植民地時代の古いレシピではカンガルー肉は牛のテール肉と同じように調理されており、多量の肉汁が出るまで蒸されていた。今ではカンガルー肉は切り身、もしくはソーセージという形態で購入できる。有用な食肉としてカンガルーのほかにワニ、エミュー、ポッサムなどの動物の飼育が進められており、観光地のレストランではそれらの肉を使用した料理が供される。

## 魚介類

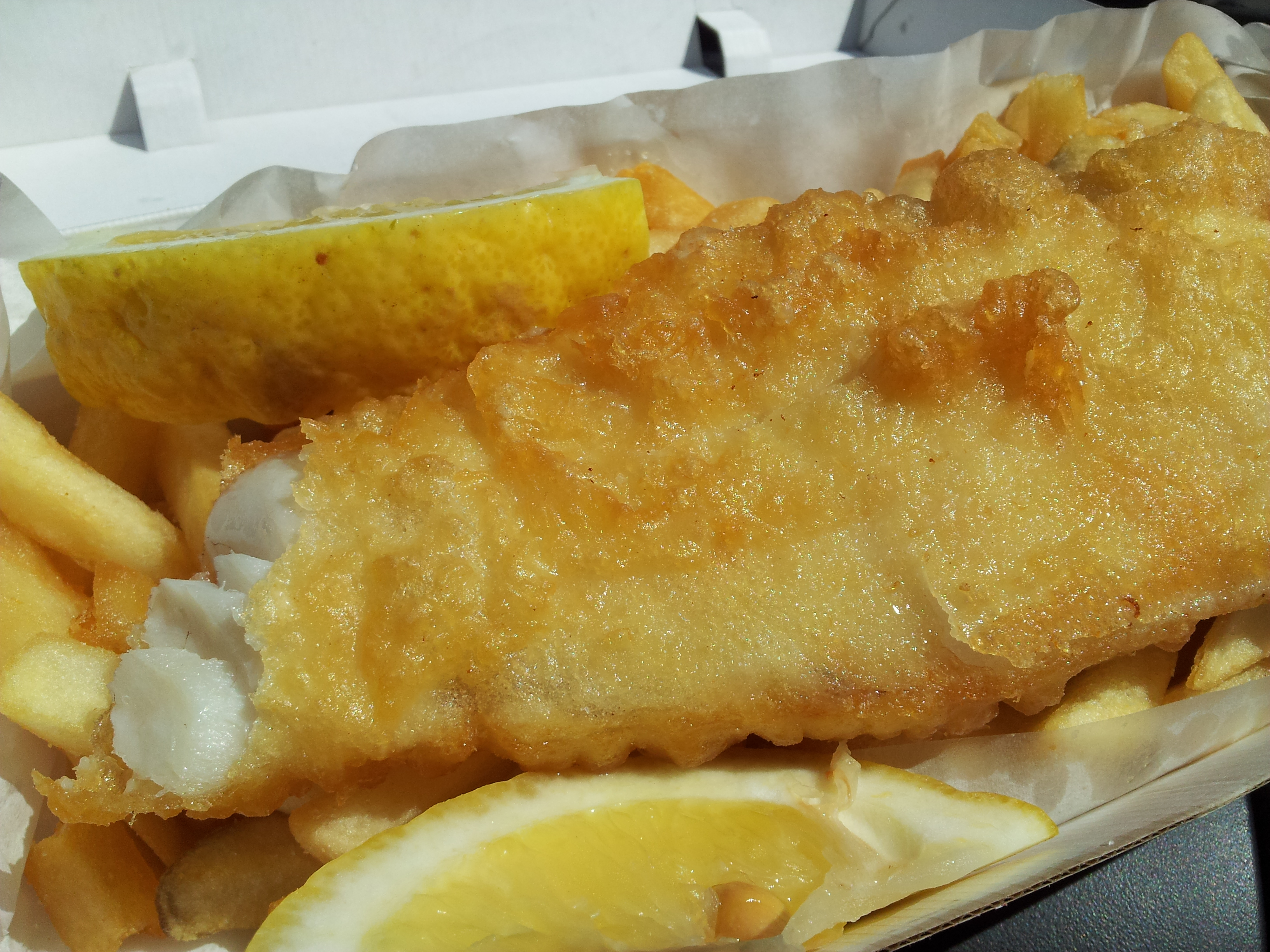
シドニーのフィッシュ・アンド・チップス

時にオーストラリアには魚料理は少ないと言われることもあるが、多くの魚介類が利用されている。オーストラリアの1,100万平方キロメートルの漁業水域は世界第三位の面積であり、料理に利用される魚介類の採取を可能にしている。オーストラリア大陸の周囲に広がる清浄な海では、国内外に出回る良質な海産物が育まれている。商業的に収穫される海産物として、ロブスター、エビ、マグロ、サケ、アワビがあり、カキ、サケ、ミナミマグロなど60以上の品種が養殖されている。オーストラリア大陸の河川、湖は比較的まばらであるが、食用に適した独特の淡水魚と甲殻類を提供している。漁業、水産物の養殖は羊毛、牛肉、小麦、乳製品に次ぐオーストラリアで5番目に重要な第一次産業となっている。
オーストラリア料理の食材となるオーストラリアの魚介類は、ミナミマグロ、ダイオウギス、ウチワエビモドキ、アミメノコギリガザミ、アオバダイ、オーストラリア西部のジューフィッシュ、ザリガニなどがある。また、オーストラリアはアワビとイセエビの漁獲量が多い国の一つでもある。主要な輸出品であるクルマエビは国内でも多く消費され、フライ、ロースト、バーベキューにして食される。オーストラリア各地で釣り上げることができるマゴチは食用になる釣りの獲物としてよく知られており、バラマンディと呼ばれる淡水魚はオーストラリア北部の河川で釣れる魚のシンボルとなっている。バラマンディとに卵とマカダミア・ナッツの衣を付けて揚げる料理はクイーンズランド州の名物である。
イギリスで人気がある持ち帰り用の料理であるフィッシュ・アンド・チップスは、オーストラリアでも好まれている。フィッシュ・アンド・チップスは衣を付けて揚げた魚とフライドポテトの組み合わせであるが、オーストラリアではタラではなくサメが使われることがしばしばある。オーストラリアには調理済みの魚肉を使用した料理が多く、料理書には缶詰のサケを使った団子のサーモンケーキなどの缶詰料理も載せられている。

## 野菜類
オーストラリアの野菜類の多様化は中国系移民の功績だと言われている。19世紀末までには、どんな辺境の町にも天秤棒に野菜を担いだ中国人の商人の姿が見られたという。初期のオーストラリアの料理書に掲載されている野菜料理はわずかなものに留まっていたが、次第にオーストラリアの食生活の実情を反映するようになり、中国系移民による野菜栽培の開始、健康志向の高まり、調理法の多様化の影響を受けて、より多くの野菜料理が料理書に掲載されるようになった。伝統的に野菜は煮られて食べられ、くたくたになるまで煮られた野菜が皿の脇に載せた形で供される。

## 飲料

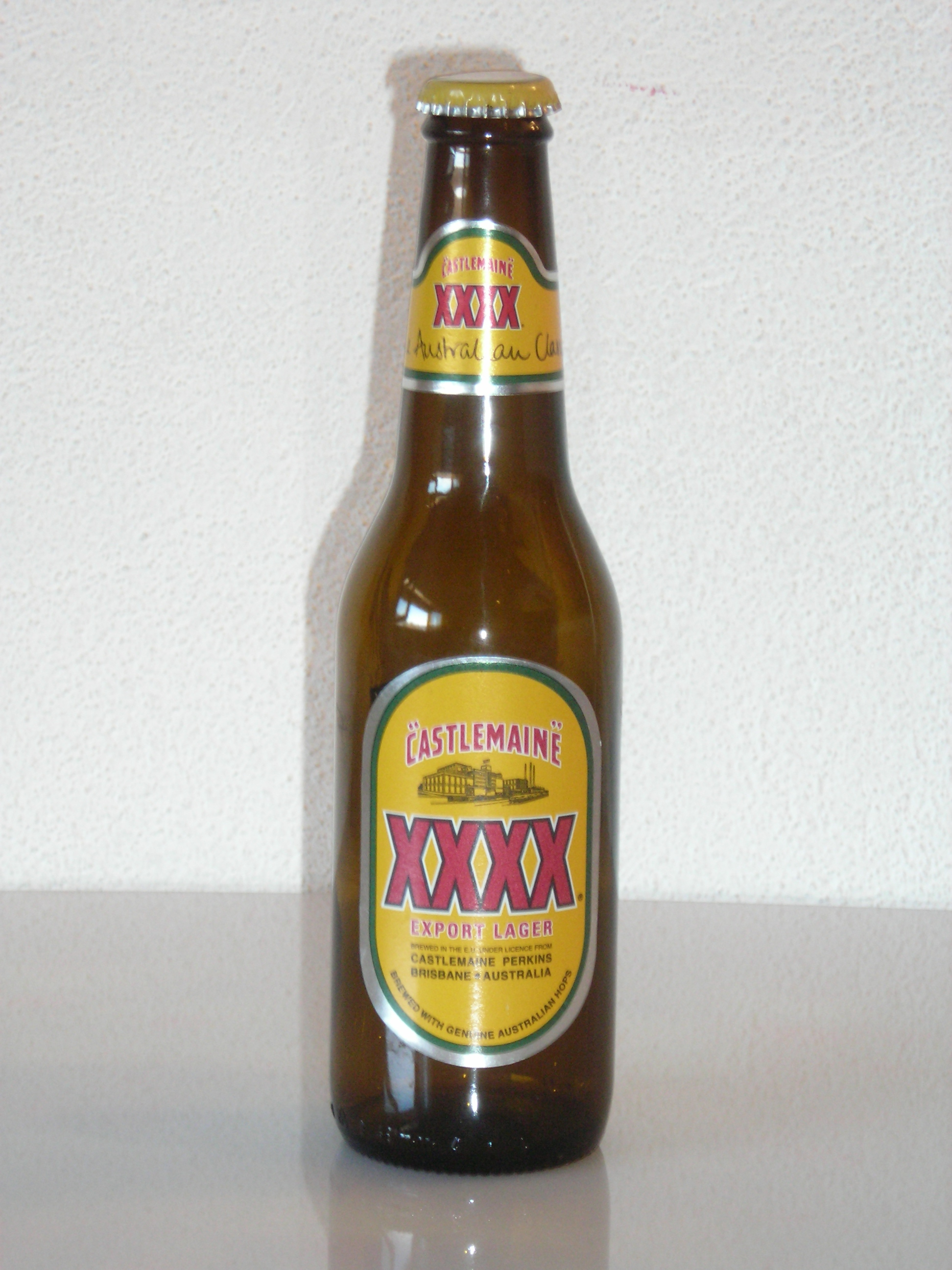
オーストラリアで醸造されるビールの一つXXXX

イギリスからは紅茶だけでなく、伝統的なティータイムの習慣もオーストラリアに持ち込まれた。紅茶はオーストラリア人に欠かせない飲み物だったが、コーヒーに取って代わられつつある。牛乳および乳製品の生産量と消費量は多いが、長期の保存は困難であるため、粉ミルク、コンデンスミルク、エバミルクなどに加工される。
オーストラリアでは「グロッグ（Grog）」という言葉は元々ビールやラム酒を指して使われることが多かったが、現在では酒類全般を総称する言葉になっている。アメリカでの禁酒法の施行と同時期にオーストラリアでも禁酒運動が活発になるが、禁酒法の制定には至らなかった。禁酒運動の影響は後の時代にも残り、酒屋が町の外れに置かれて夜早い時間に閉まるなど、飲酒に対して厳しい態度が取られている。多くのレストランでは客が自前の酒を持ち込むBYO（Bring Your Own）のシステムが採用されている。
ビールの醸造は入植後まもなく始まり、1835年に商業化された。オーストラリアは伝統的なビールの消費国であり、主な醸造者としてフォスターズ、カールトン、VBなどの企業が知られている。イギリスやアメリカのビールに比べて、オーストラリアのビールはアルコール度数が高い点に特徴があり、ぬるいビールを飲むイギリス式の飲み方ではなく、冷やして飲まれる。2005年当時はオーストラリアは世界第6位のワイン生産量を誇り、最大のワインの産地であるリヴァーランドやバロッサ・ヴァレーを擁する南オーストラリア州では国内の約半分のワインが生産されている。ワインは輸出製品としてだけでなく家庭にも浸透しており、品質に比して安価なワインが流通している。オーストラリアではニュージーランドと同様に伝統にとらわれない自由な発想がワインの生産に取り入れられ、ブドウのブレンド、コルク栓に代わるスクリューキャップ（ネジ蓋）の使用、紙パックの導入などの新技術の導入による品質の向上が試みられている。
ブランデー、ウイスキーなどの蒸留酒の品質はヨーロッパに比べて低い。

## アボリジニの料理

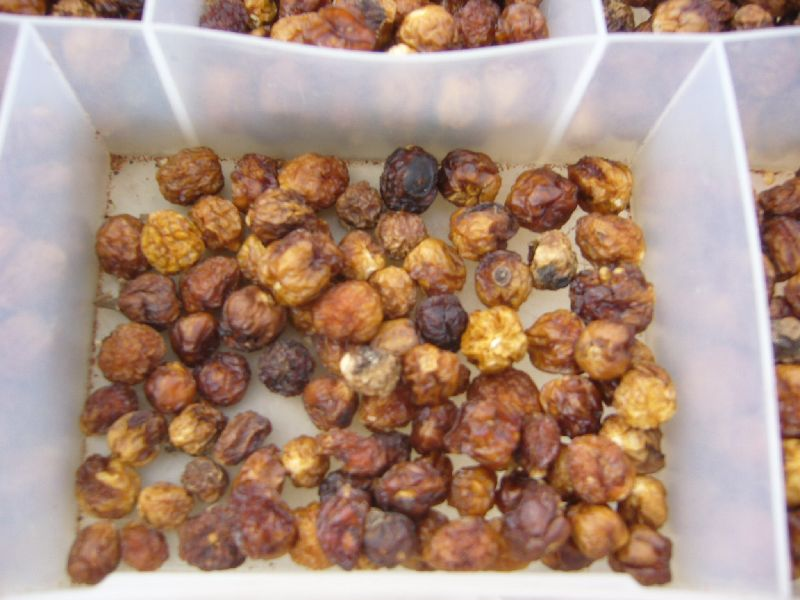
ブッシュトマト

アボリジニの料理に塩や香辛料はまったく使われない。沿岸部、川沿いの地域では、魚介類がアボリジニの食料の40%以上を占めていたと考えられている。アボリジニの間では昆虫食も行われ、「レモンジュースに似た味の」生きた緑色のアリ、ウィチェッティー・グラブ（オオボクトウの幼虫）などが食される。石を火にかけ、その上にカンガルー、エミュー、オオトカゲなどの肉を載せて砂をかぶせて蒸し焼きにする調理法はアボリジニ社会で一般的なものとなっている。土器など耐熱性の容器が作られなかったアボリジニ社会において、煮る調理法がごく新しいものである。
オーストラリアの入植者は見慣れない新大陸の動植物に対して、利用法や形を連想させやすくするため、母国で聞き慣れた言葉に「ブッシュ」という言葉をかぶせた名前を付けた。それらの独特の動植物を利用した料理はブッシュ・タッカー（ブッシュ・フード）と呼ばれており、健康に良い料理だと見なされている。ブッシュ・タッカーの一例として、ワニのマカダミア・プロシェットにブッシュトマトのチャツネを添えた一品、ココナッツオイルで揚げた中型のエビにカレー風味のマヨネーズをかけた料理が挙げられている。木の皮のロールであるペーパーバークは、魚の包み焼きに使われる。

## オーストラリアを象徴する料理・食品

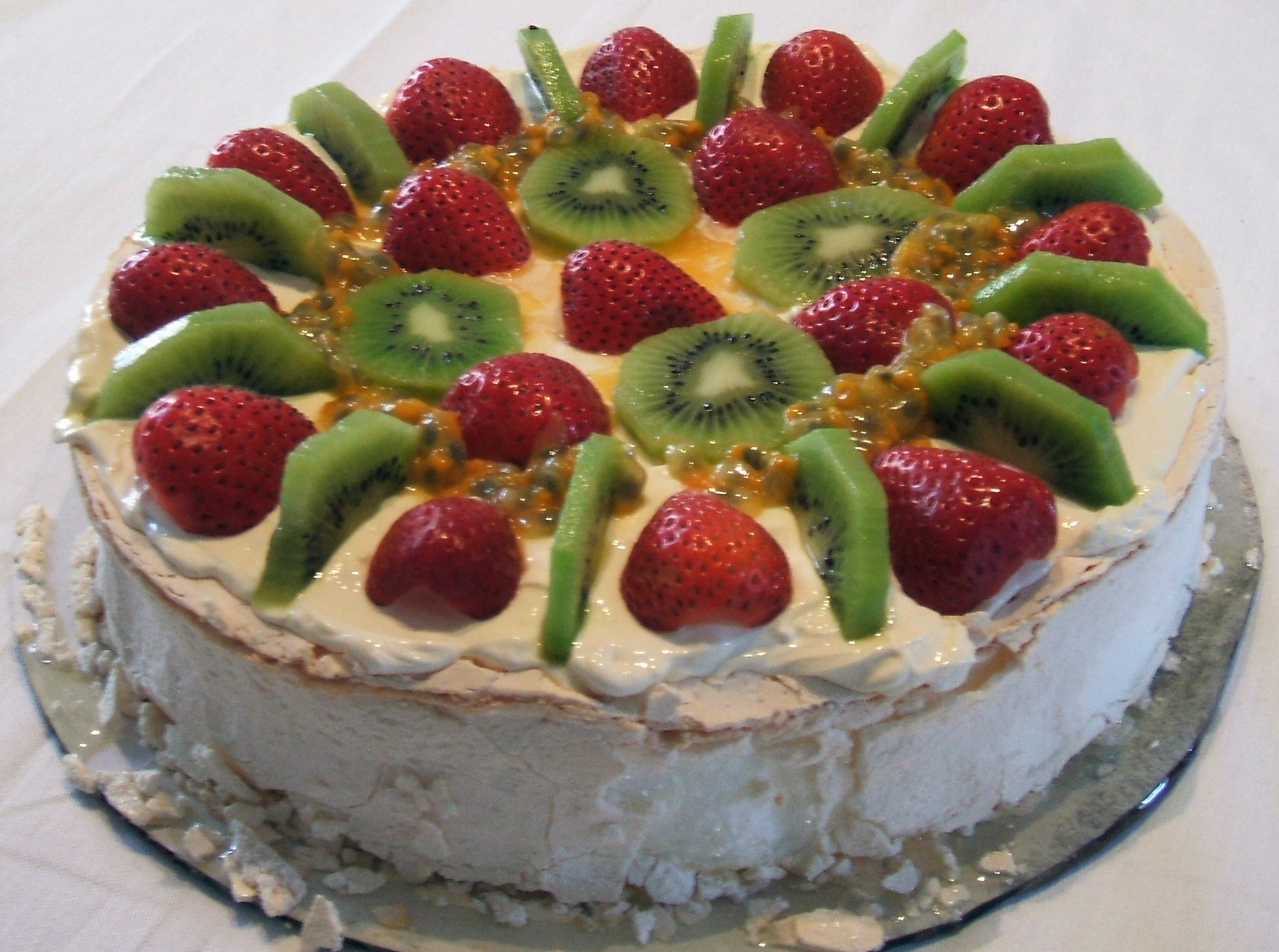
パブロバ

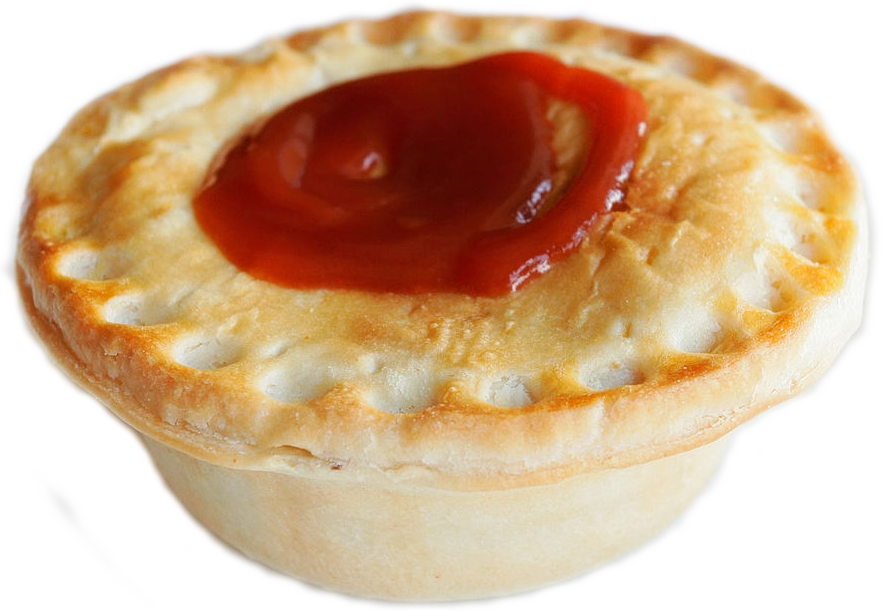
オーストラリアン・ミートパイ

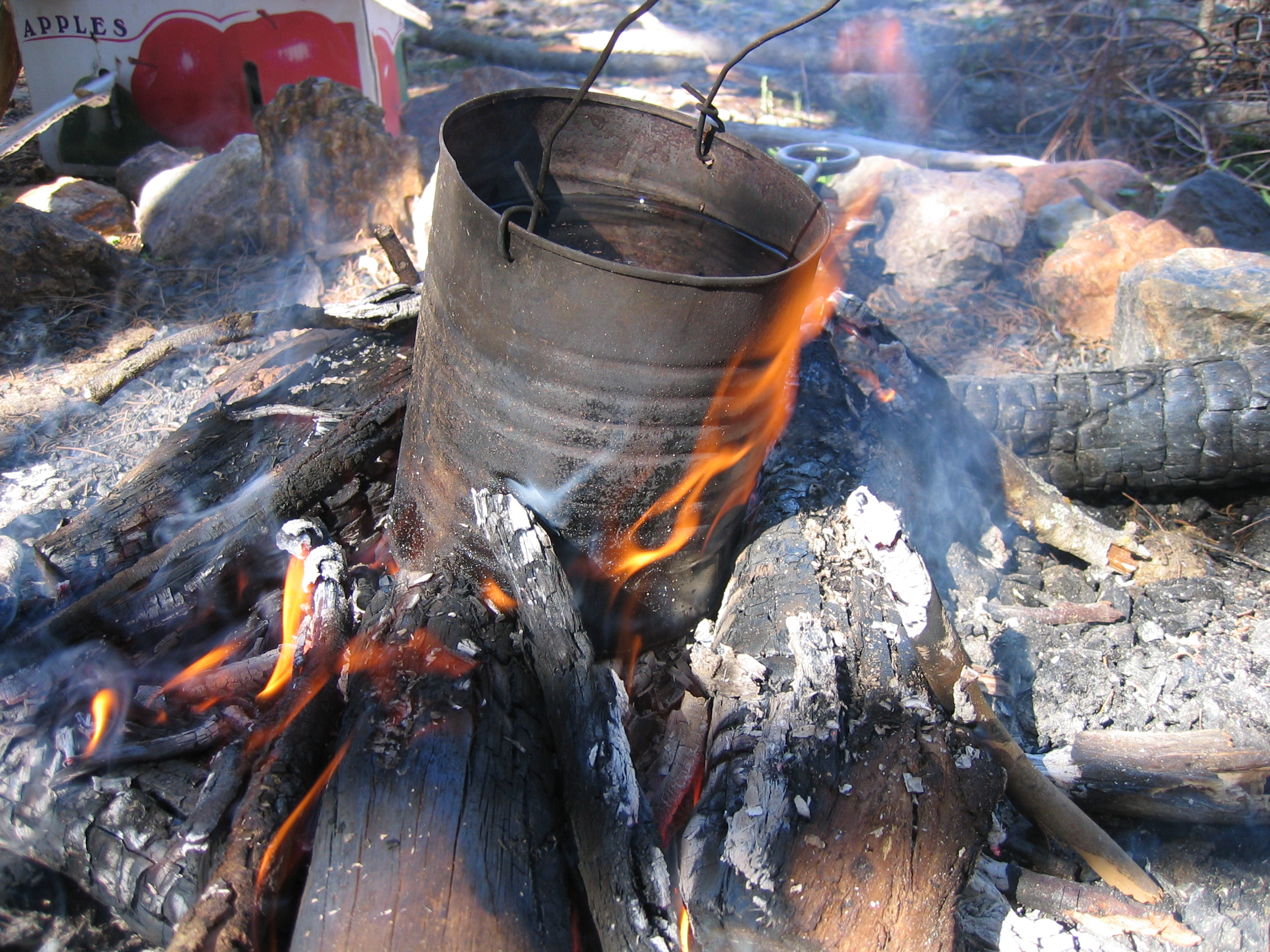
火にかけられたビリー・カン

最もオーストラリア「らしい」食品の一つにベジマイトがあるが、現在はアメリカのクラフトフーズが商標を所有している。バイオレット・クランブル、ハニカム・チョコレート・バー、チェリー・ライプ、オレンジ風味の殻でコーティングされたチョコレート菓子ジャファといったオーストラリア独特の食品にはマカダミア・ナッツが含まれている。チコ・ロールは半円筒のペイストリーを油で揚げた軽食で、中にはトウモロコシ、ジャガイモ、グレイビーソースが詰められている。他のオーストラリアを象徴する食品として、チョコレートビスケットのティムタム、ムスク・スティック、バターを塗ったパンにノンパレイユをまぶしたフェアリー・ブレッド、シリアル食品のウィートビックスなどがある。
オーストラリアのハンバーガーはごくシンプルで、牛肉のパテのフライにトマトのスライス、レタスの千切りが添えられ、（通常はトーストされた）ロールパンで具を挟んでいる。ハンバーガーのソースには、トマトソース（トマトケチャップに似ているが砂糖の含有量は少なく、質感はケチャップよりも液体に近い）かバーベキューソースが使われていることが多い。テーブルビート、パイナップル、フライドオニオンも非常に一般的なトッピングである。
他にしばしばハンバーガーの具になるものにはベーコン、目玉焼き、チーズがある。アメリカ資本のチェーン店を除いて、アメリカ風のピクルスがハンバーガーのトッピングとなるのは珍しい。
約10cm四方の薄いペストリーの皮の中にグレイビーソースと牛ひき肉が包まれているオーストラリアン・ミートパイは、持ち帰り用の料理としてよく知られている。人気のあるミートパイのバリエーションにはステーキ、さいの目切りにされたタマネギのフライ、インド風のカレー、コショウなどの具やパイの上の部分にマッシュポテトをかぶせたものがある。オーストラリア「らしい」ミートパイのスタイルに、ボウルにたっぷり入れたエンドウマメのスープの上にパイを浮かべる「パイ・フローター」がある。アメリカではオーストラリア風のミートパイが注目を集め始め、2011年に最初のミートパイのチェーン店であるパイフェイスがニューヨークに開店した。
オーストラリアを代表する菓子の一つに、粉砂糖で味付けしたメレンゲをクリームや果物で飾りつけたパブロバがある。ロシアの舞踏家アンナ・パヴロワがオーストラリアを記念して作られた菓子だと言われているが起源は不明確であり、オーストラリアとニュージーランドはそれぞれ自分たちの国が発祥地だと言い争っている。ほかに有名な歌手やダンサーにちなんだ名前を持つ料理には、オーストラリア出身の歌手ネリー・メルバの名前を冠するものがいくつかある。ピーチ・メルバとメルバ・トーストはよく知られているが、『Larousse Gastronomique』にレシピが収録されているチキン・メルバはあまり知られていない。
卵や牛乳を使わないエンバク入りのアンザック・ビスケットは第一次世界大戦の際にガリポリの戦いに参加した連合軍側の兵士に送ったビスケットが元になっており、保存性に長けている。オーストラリアの料理書ではケーキの種類は細かく分類されており、色や外見が重要視されている。スポンジケーキにラズベリージャムを挟み、チョコレートとココナッツでコーティングしたラミントンはクイーンズランド州で考案された菓子であり、名前はクイーンズランド総督を務めたラミントン男爵に由来する。夏にクリスマスを迎えるオーストラリアでは、クリスマスプディングの代わりにアイスクリームが出されることもある。

### 野外での料理
オーストラリアには都市の外に広がるブッシュやアウトバックに思い入れのある人間が多く、屋外での料理はオーストラリア人の得意とするところと言われる。オーストラリアを代表する料理にバーベキューを挙げる人間も多い。オーストラリア独特のバーベキューの食材にはカキを詰めたステーキ肉（カーペットバッグ・ステーキ）、少量のブランデーをたらして焼いたクルマエビ、獲れたての魚のアルミホイル包み焼きなどがある。
キャンプ・オーブン（ダッチオーブン）はアイルランドの農民の間で青銅器時代から使われていた大鍋のコールドロンが基になっていると考えられている。キャンプ・オーブンの蓋は鋳物でできており、蓋の上に置き火を乗せるとオーブンとして使うことができる。無発酵パンであるダンパーはキャンプに欠かせないもので、起源はアボリジニの料理、あるいはアイルランドのソーダブレッドにあると言われている。オーストラリアの伝統的なパンであるダンパーはスワッグマンやドローバー、あるいは旅人の食事として作られていた。ダンパーと同種のパンには、やや小型のジョニーケーキあるいはスコーン、ビスケットと同程度の大きさのデヴィル・オン・ザ・コール、テニスボール大の塊を茹でたシンカーがある。油で炒めたジョニーケーキはレザー・ジャケットと呼ばれる。
キャンプではビリー・カンで煮出した紅茶が淹れられ、大量の砂糖が入れられる。
肉類は手軽に調達できる牛肉や羊肉が使われ、アウトバックに生息するカンガルーやウサギの肉は特別な機会の料理に使われていたと考えられている。野菜類はかつてはジャガイモ、マメ類、タマネギが主であり、冷蔵技術の発達によって使用される野菜の種類も増えつつある。味付けのほとんどは塩とコショウで、香辛料や香草は臭いが強い獣肉や手の込んだ料理に使われる程度である。肉や魚介類の料理にはベーコンが調味料として加えられることもある。料理の名前には工夫が凝らされ、ブッシュの職業、歴史的な地名、意表をつく比喩が料理名に使われている。

## 主な料理
- フィッシュ・アンド・チップス
- オーストラリアン・ミートパイ
- アイリッシュシチュー
- ケジャリー

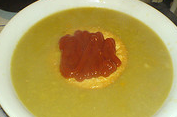
ミートパイをスープに浸した「アデレード・フローター」

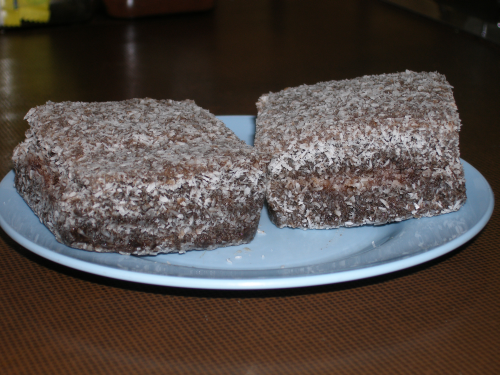
ラミントン

アンザック・ビスケット

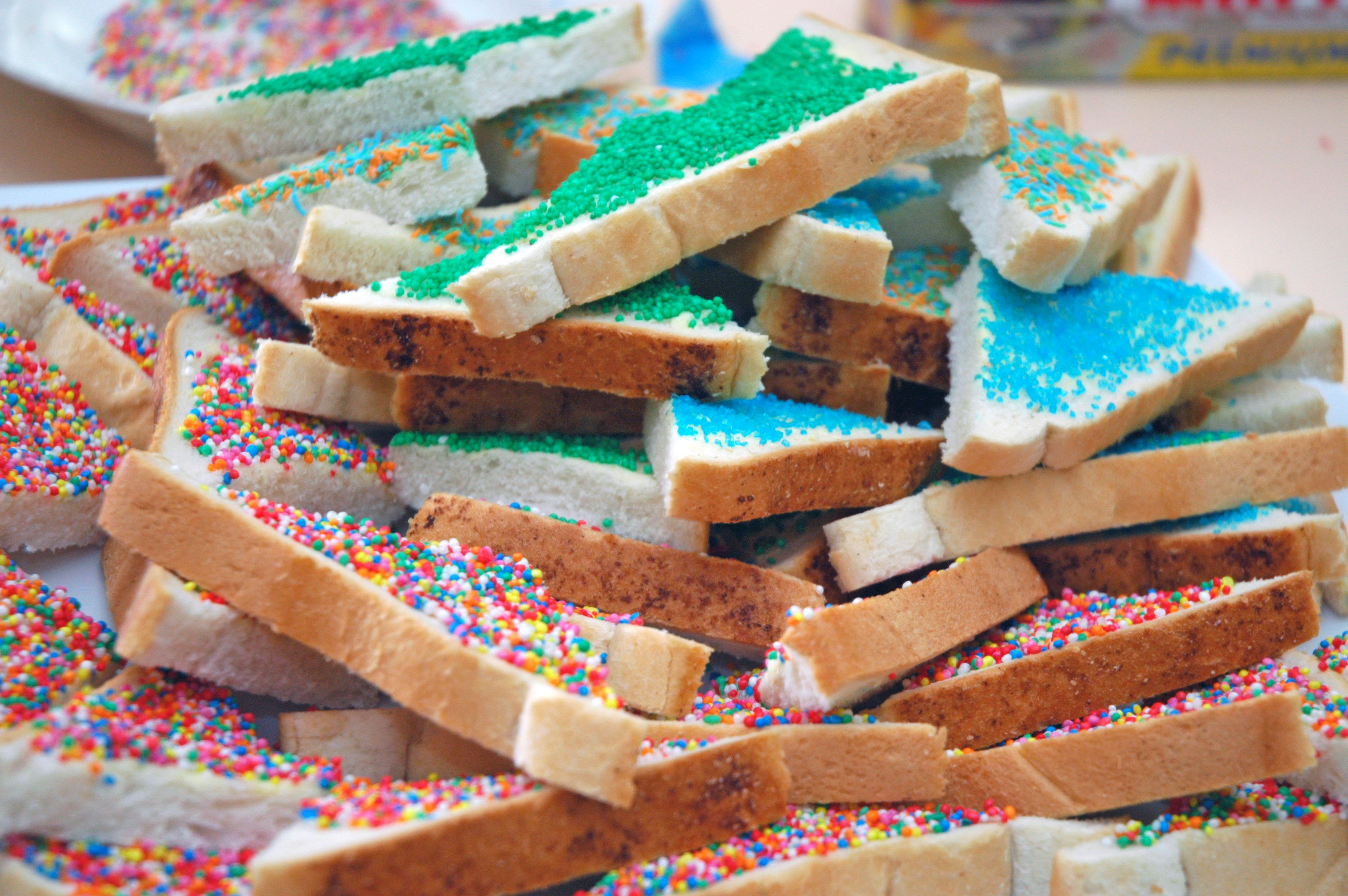
フェアリー・ブレッド

- オーストラリア風チキンカレー - リンゴ、干しブドウ、タマネギ、ピーマン、鶏肉を辛味のほとんどないカレー粉と砂糖で煮込んだ料理[67]。
- カーペットバッグ・ステーキ - 切込みを入れた厚いステーキ用の肉にカキを詰めて焼いた料理。カーペットバッグはカーペット生地で作った旅行用のかばんを意味する語である。
- ステア・フライ - 肉と野菜の炒め物。
- ダンパー
- チコ・ロール
- パヴロヴァ
- ラミントン
- アンザック・ビスケット
- フェアリー・ブレッド（英語版）
- プディング類